# Dave Reichert
David George "Dave" Reichert, född 29 augusti 1950 i Detroit Lakes, Minnesota, är en amerikansk republikansk politiker. Han representerade delstaten Washingtons åttonde distrikt i USA:s representanthus 2005–2019.
Reichert studerade vid Concordia Lutheran College (numera Concordia University). Han var sheriff i King County, Washington 1997-2004.
Kongressledamoten Jennifer Dunn kandiderade inte till omval i kongressvalet 2004. Reichert besegrade radiopersonligheten Dave Ross i kongressvalet och efterträdde Dunn i representanthuset i januari 2005. Reichert besegrade demokraten Darcy Burner med 51% av rösterna mot 49% för Burner i kongressvalet i USA 2006. Burner utmanade Reichert på nytt i kongressvalet i USA 2008. Reichert vann igen och ökade segermarginalen till 53%-47%.
Reicherts församling hör till det lutherska kyrkosamfundet Missourisynoden. Han och hustrun Julie har tre vuxna barn: Angela, Tabitha och Daniel.